# Ząb przedtrzonowy

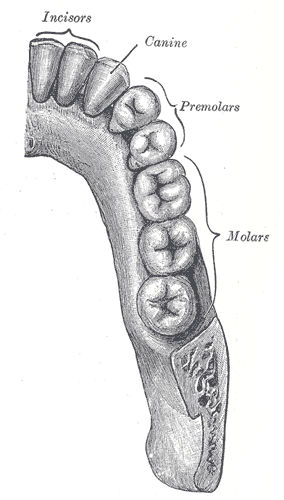
Zęby człowieka: siekacze (incisors), kieł (canine), przedtrzonowce (premolars) i trzonowce (molars)

Ząb przedtrzonowy, przedtrzonowiec (łac. dens premolaris) – rodzaj zęba występującego u większości ssaków (zarówno w uzębieniu mlecznym, jak i stałym, z wyjątkiem przedtrzonowca pierwszego, który jest niewymienny), w tym człowieka (tylko w uzębieniu stałym, wśród zębów mlecznych nie występują przedtrzonowce). Dorosły człowiek ma osiem zębów przedtrzonowych.
Przedtrzonowce są położone między kłem a zębami trzonowymi. Kształtem są zbliżone do trzonowców. U niektórych gatunków ssaków przedtrzonowce nie występują (owca, koza, bydło domowe). Zęby przedtrzonowe służą do rozdrabniania pokarmu.
We wzorze zębowym są oznaczane literą P.